# إرنست أندرسون
إرنست أندرسون (بالسويدية: Ernst Andersson)‏ (26 مارس 1909 - 1989) لاعب كرة قدم سويدي راحل كان يجيد اللعب في خط الوسط.
لعب طوال مسيرته الرياضية في نادي غوتبورغ (1927-1943).
مثل منتخب السويد في 29 مباراة . شارك مع منتخب السويد في بطولة كأس العالم 1934 في إيطاليا حيث خرج من الدور الربع النهائي.

## وصلات خارجية
- إرنست أندرسون على موقع الاتحاد الدولي (مؤرشف)  (الإنجليزية)
- إرنست أندرسون على موقع اتحاد السويد (السويدية)
- إرنست أندرسون على موقع قاعدة بيانات كرة القدم.إي يو (الإنجليزية)
- إرنست أندرسون على موقع ناشيونال فوتبول تيمز (الإنجليزية)

- سيرة ذاتية